# Бульвар Леніна
Бульвар Леніна (крим. Lenin bulvarı) — бульвар в Сімферополі, у Залізничному районі міста.

## Розташування
Дорога з центру міста до вокзалу Сімферополя. Саме цим бульваром, завдовжки 620 метрів, більшість гостей міста в'їжджають у місто, прямуючи від залізничного вокзалу.
Пролягає від Привокзальної площі та вулиці Гагаріна до на перехрестя з вулицею Павленка, складається із двох доріг із одностороннім рухом, між яким розбитий Сквер імені В. І. Леніна.
Прилягають вулиці Проїзна, Дзюбанова, Спера та Вокзальний провулок.
На бульварі знаходяться Будинок на пам'ять 1905 року та Кримський державний медичний університет імені С. І. Георгієвського, а між ним у сквері пам'ятник Леніну, другий у місті.

## Історія
Довгі роки ця сама низовина міста знаходилася поза його межами і не забудовувалася. Нею важко було проїхати, особливо після дощів. Ще в середині ХІХ ст. тут полювали на качок і був пустир. У 1844 році X. X. Стевен в районі від вулиці і до річки заснував деревний розплідник. Він плекав надію, що сімферопольський розплідник стане центром з розповсюдження дерев і чагарників на півдні —подібно до Нікітського саду. При цьому він сподівався, що Нікітський сад зосередиться лише на південних культурах.
У 1853 р. до розплідника був приєднаний і «город», і до 1858 р. фруктовий сад розплідника налічував 10500 екземплярів плодових дерев, 500 екземплярів плодових чагарників та близько 32 тисяч декоративних дерев та чагарників. Мрії Стевена не судилося збутися. У 1861 р. розплідник із усіма прилеглими до нього землями було передано міністерству державних майн, потім духовному відомству. У 1863–1866 pp. духовне відомство збудувало і відкрило тут губернське жіноче єпархіальне училище.
Після введення в дію залізничного полотна від ст. Лозової до Сімферополя, тут, поблизу станції, була зведена ще одна будівля - поштова кінна станція і мальпост для перевезення пасажирів в Алушту та інші місця Криму. (До Ялти через Сімферополь майже не їздили, бо їхати краще було від Севастополя через Байдари: і ближче, і місцевість красивіша, та й поїзди з півночі везли пасажирів до Севастополя).
У середині 70-х років. ХІХ ст., на під'їзді до міської межі (початок вул. Долгоруківська), де зараз «Будинок на згадку 1905 року», красувався великий красивий будинок - заміський будинок Арендтов, в якому була влаштована лікарня і дитячий садок.
Початкова назва вулиці - Вокзальна (з 1904 року). Це була найбрудніша в місті вулиця: по-перше, у топкому місці, по-друге, сюди звалювали різне сміття і навіть нечистоти протягом багатьох років, у результаті утворилося щось на зразок звалища, про що свідчать звіти управи, наприклад, за 1907 рік.
Було створено спеціальну комісію, яка, «оглянувши замощення проїжджої частини Вокзальної вулиці, що знаходиться в далеко незадовільному стані», винесла питання на загальне засідання управи та техніко-будівельної комісії, яке «знайшло необхідним негайно зробити засипку гравієм узбіччя її з виправленням профілю стоку води».
У 1911 році дума ухвалила рішення «на згадку 50-річчя визволення селян найменувати бульвар між Вокзальними вулицями бульваром імператора Олександра II».
На початок ХХ ст. неабиякою часткою землі володів на Вокзальній якийсь Попандопуло. Після розпродажу його вотчини (розпродаж велася дрібними ділянками) забудова вулиці пожвавилася: за короткий термін було збудовано 16 будинків.
А 1 серпня 1914 року на Вокзальній відбулася велика урочистість: відкрито першу лінію трамвая, вона пройшла від вокзалу до вулиці Пушкінської.
Довгі роки головною пам'яткою залишалася в'язниця. Сиділи тут здебільшого за політичні злочини: сімферопольська в'язниця (або, як її офіційно називали, «тюремний замок») була найбільшою і найґрунтовнішою в губернії. У період Перши=х визвольних змагань в ній нудилися багато революціонерів та військовиків різних сторін.
Упорядкувати вулицю вдалося лише за радянських часів. Нові «батьки міста» чудово розуміли, що «театр починається з вішалки», а ця вулиця – візитна картка Сімферополя. 30 травня 1924 р. бульвар був названий ім'ям В. І. Леніна. Тоді ж почалося влаштування зеленої зони навколо міста. І почалося воно з розбивки скверу на бульварі Леніна та парку в районі робітничого селища Севастопольським шосе (нині парк ім. Т. Г. Шевченка).